# Мухаммед Осман
Сімон Александер Амін (нід. Mohammed (Mo) Osman / араб. محمد عثمان; нар. 1 січня 1994, Камишли, Сирія) — сирійський та нідерландський футболіст курдського походження, атакувальний півзахисник роттердамської «Спарти».

## Клубна кар'єра
Мохаммеду Осману, який народився в Камишли на півночі Сирії, виповнилося три роки, коли він зі своєю родиною емігрував в Нідерландах, де вони оселилися в Дуйвені. Там він розпочав займатися футболом у юнацькій команді місцевого клубу «ДВВ Дуйвен», а в 2008 році приєднався до молодіжної академії «Вітессе». У сезоні 2012/13 вперше виступав за команду U-21 Дивізіону пошани ередивізі, в якій виступають лише другі команди клубів. 5 липня 2013 року підписав свій перший професіональний контракт з «Вітессе». Протягом наступних двох років продовжував виступати виключно в резервній команді.
22 травня 2015 року підписав новий контракт і був переведений до першої команди. В Ередивізі дебютував 14 серпня 2015 року в переможному (3:0) домашньому поєдинку 2-го туру проти «Роди» (Керкраде), в якому на 81-ій хвилині замінив Марвелуса Накамбу. У сезоні 2015/16 років вище вказаний матч виявився єдиним для Мо в першій команді. У наступному сезоні 2016/17 років резервна команда почала грати в третьому дивізіоні чемпіонату нідерландів, Твеедедивізі і, таким чином, у професіональних змаганнях, де відтоді переважно використовувався 22-річний Осман. У вище вказаному сезоні зіграв 27 матчів чемпіонату, в яких відзначився 8-ма голами та віддав сім результативних передач. При цьому виходив на нетривалий проміжок часу у трьох матчах першої команди. 31 серпня 2017 року його контракт з «Вітессе» розірвали за взаємною згодою сторін.
11 вересня 2017 року підписав контракт з друголіговим «Телстаром 1963». 12 вересня 2017 року дебютував за нову команду в нічийному (2:2) поєдинку 4-го туру проти резервного складу «АЗ Алкмара». Першим голом у чемпіонаті за «Телстар» відзначився 13 жовтня в переможному (3:0) домашньому матчі проти «Дордрехта». У «Вітте Лойвен» він швидко став незмінним основним гравцем у півзахисті, регулярно брав участь у забитих м'ячах своєї команди, зокрема 3 листопада у переможному (3:1) домашньому поєдинку 12-го туру проти «Гоу Егед Іглз» відзначився двома голами та результативною передачею, завдяки чому привернув до себе увагу іменитіших клубів. У 19 матчах чемпіонату за «Телстар» відзначився 7-ма голами і 9-ма результативними передачами.
30 січня 2018 року «Телстар 1943» та клуб Ередивізі «Гераклес» домовилися про перехід Мохаммеда Османа, який підписав з клубом вищого дивізіону чемпіонату Нідерландів 2,5-річний контракт. В Ередивізі дебютував за «Гераклес» 10 лютого у переможному (1:0) домашньому поєдинку 23-го туру проти «Віллема II» (Тілбург), в якому на 64-ій хвилині його замінили на Реувена Німеїра. Д завершення сезону 2017/18 років виходив на поле ще в п'яти матчах чемпіонату.
У наступному сезоні 2018/19 років йому вдалося стати основним гравцем. 2 вересня 2018 року відзначився своїм першим голом в Ередівізі в переможному (3:2) домашньому поєдинку 4-го туру проти АЗ Алкмар. У цьому сезоні забив п'ять м'ячів та віддав три результативні передачі в 31 матчі чемпіонату. Через розрив м'язів пропустив три місяці в наступному сезоні 2019/20 років, скороченому через пандемію COVID-19, тому провів лише 13 матчів у чемпіонаті, в яких відзначився трьома голами.
Після завершення угоди з «Гераклесом» 1 вересня 2020 року приєднався до клубу першого дивізіону Катару «Аль-Харітіят», з яким уклав дворічний контракт. Свій перший матч за нову команду провів два дні по тому, у програному (1:5) домашньому поєдинку проти «Ас-Садда». Ще чотири дні по тому відзначився своїм першим голом за команду у переможному (2:1) домашньому поєдинку проти «Катару».
10 вересня 2021 року повернувся до Нідерландів та підписав контракт зі «Спартою» (Роттердам)

## Кар'єра в збірній
З 2008 по 2009 рік виступав за юнацькі збірні Нідерландів U-15 та U-16.
У футболці національної збірної Сирії дебютував 11 жовтня 2018 року в переможному (1:0) товариському матчі проти Бахрейну. У січні 2019 року разом зі збірною взяв участь у Кубку Азії в Об'єднаних Арабських Еміратах, де зіграв у всих трьох матчах групового етапу.

## Статистика виступів

### Клубна
Станом на 29 лютого 2020.
| Клуб              | Сезон             | Ліга              | Ліга  | Ліга | Кубок Нідерландів | Кубок Нідерландів | Єврокубки | Єврокубки | Інші  | Інші | Загалом | Загалом |
| Клуб              | Сезон             | Дивізіон          | Матчі | Голи | Матчі             | Голи              | Матчі     | Голи      | Матчі | Голи | Матчі   | Голи    |
| ----------------- | ----------------- | ----------------- | ----- | ---- | ----------------- | ----------------- | --------- | --------- | ----- | ---- | ------- | ------- |
| «Вітессе»         | 2015–16           | Ередивізі         | 1     | 0    | 0                 | 0                 | 0         | 0         | —     | —    | 1       | 0       |
| «Вітессе»         | 2016–17           | Ередивізі         | 3     | 0    | 2                 | 0                 | —         | —         | —     | —    | 5       | 0       |
| «Вітессе»         | Загалом           | Загалом           | 4     | 0    | 2                 | 0                 | 0         | 0         | —     | —    | 6       | 0       |
| «Йонг Вітессе»    | 2016–17           | Тведедивізі       | 27    | 8    | 0                 | 0                 | –         | –         | –     | –    | 27      | 8       |
| «Йонг Вітессе»    | Загалом           | Загалом           | 27    | 8    | 0                 | 0                 | –         | –         | –     | –    | 27      | 8       |
| «Телстар»         | 2017–18           | Еерстедивізі      | 19    | 7    | 1                 | 0                 | —         | —         | —     | —    | 20      | 7       |
| «Телстар»         | Загалом           | Загалом           | 19    | 7    | 1                 | 0                 | —         | —         | —     | —    | 20      | 7       |
| «Гераклес»        | 2017–18           | Ередивізі         | 5     | 0    | 0                 | 0                 | —         | —         | —     | —    | 5       | 0       |
| «Гераклес»        | 2018–19           | Ередивізі         | 33    | 5    | 2                 | 0                 | 0         | 0         | 2     | 0    | 37      | 5       |
| «Гераклес»        | 2019–20           | Ередивізі         | 13    | 0    | 1                 | 0                 | —         | —         | —     | —    | 14      | 0       |
| «Гераклес»        | Загалом           | Загалом           | 51    | 5    | 3                 | 0                 | 0         | 0         | 2     | 0    | 56      | 5       |
| «Аль-Харатіят»    | 2020–21           | Ліга зірок Катару | 0     | 0    | 0                 | 0                 | —         | —         | —     | —    | 0       | 0       |
| «Аль-Харатіят»    | Загалом           | Загалом           | 0     | 0    | 0                 | 0                 | —         | —         | —     | —    | 0       | 0       |
| Усього за кар'єру | Усього за кар'єру | Усього за кар'єру | 101   | 20   | 6                 | 0                 | 0         | 0         | 0     | 0    | 109     | 20      |

### У збірній

#### Зіграні матчі
| Дата       | Місто   | Господарі | Результат | Гості     | Турнір                      | Голи | Примітки |
| ---------- | ------- | --------- | --------- | --------- | --------------------------- | ---- | -------- |
| 06-01-2019 | Шарджа  | Сирія     | 0 – 0     | Палестина | Кубок Азії 2019 - 1-й раунд | -    | 73'      |
| 10-01-2019 | Аль-Айн | Йорданія  | 2 – 0     | Сирія     | Кубок Азії 2019 - 1-й раунд | -    |          |
| 15-01-2019 | Аль-Айн | Австралія | 3 – 2     | Сирія     | Кубок Азії 2019 - 1-й раунд | -    | 72'      |
| Усього     |         | Матчів    | 3         |           | Голів                       | 0    |          |

#### Забиті м'ячі
Рахунок та результат збірної Сирії в таблиці подаються на першому місці.
| №  | Дата            | Місце                                             | Суперник | Рахунок | Результат | Змагання         |
| -- | --------------- | ------------------------------------------------- | -------- | ------- | --------- | ---------------- |
| 1. | 25 березня 2021 | Бахрейнський національний стадіон, Ріффа, Бахрейн | Бахрейн  | 1–1     | 1–3       | Товариський матч |

## Досягнення
«Вітессе»
- Кубок Нідерландів
  -  Володар (1): 2016/17